# Synanthedon sequoiae
Synanthedon sequoiae (tên tiếng Anh: Sequoia Pitch Moth) là một loài bướm đêm thuộc họ Sesiidae. Nó được tìm thấy ở California phía bắc đến British Columbia.

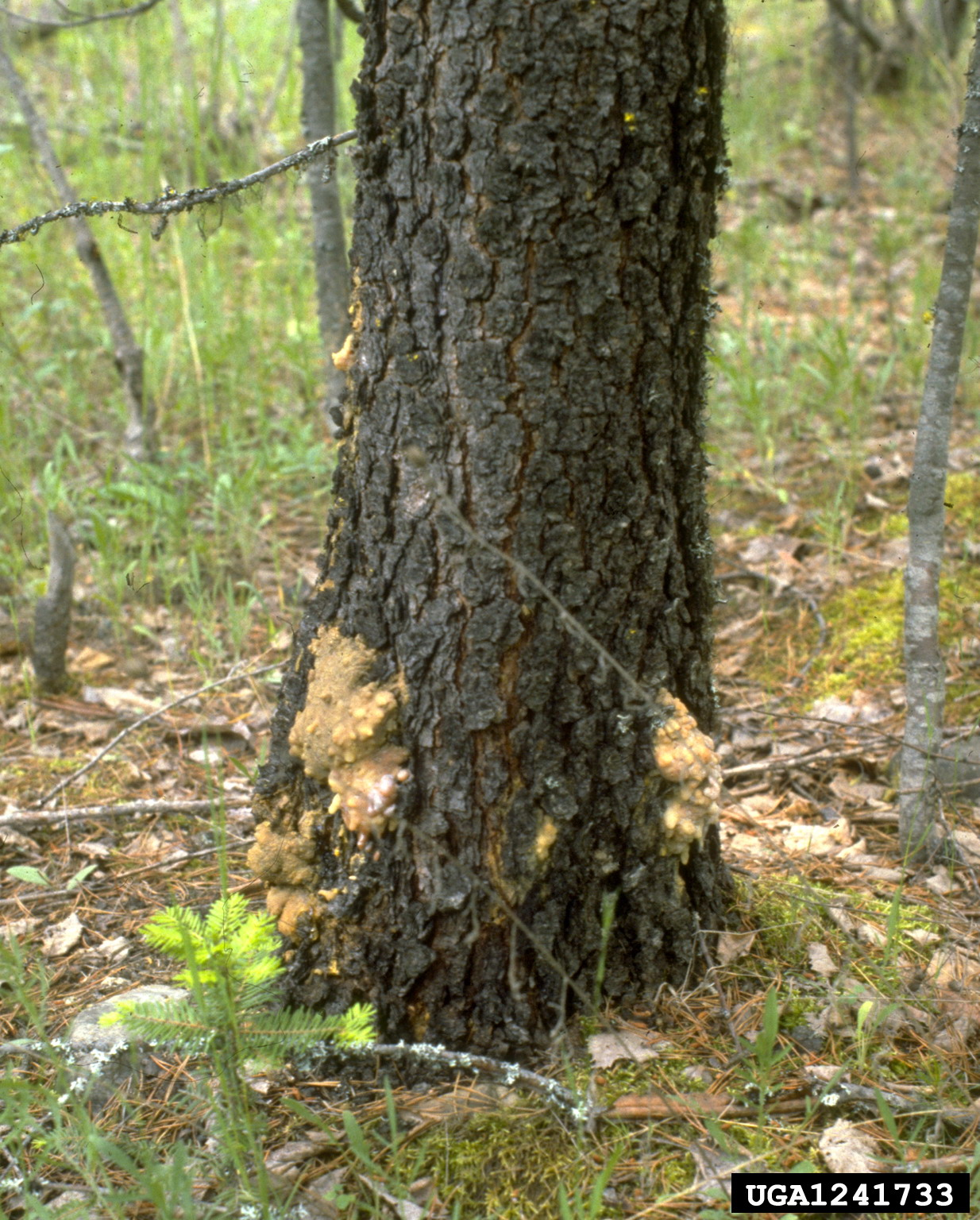
Hư hại

Sải cánh dài 20–27 mm. Con trưởng thành bay từ tháng 5 đến đầu tháng 9.

## Hình ảnh

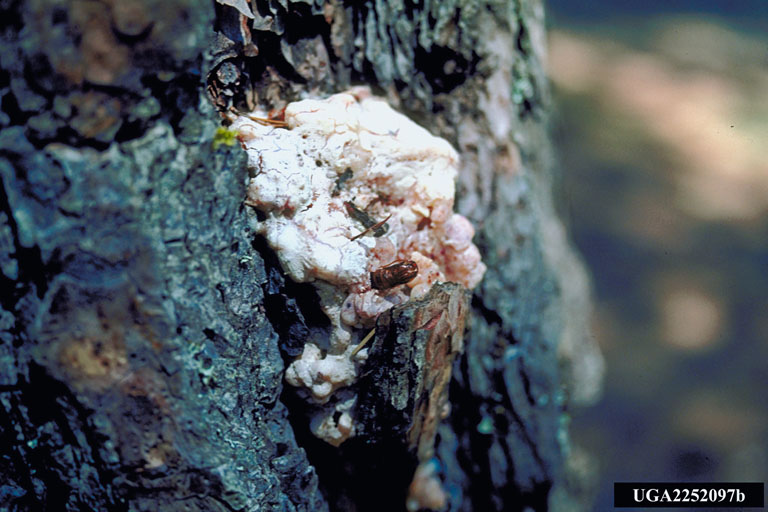
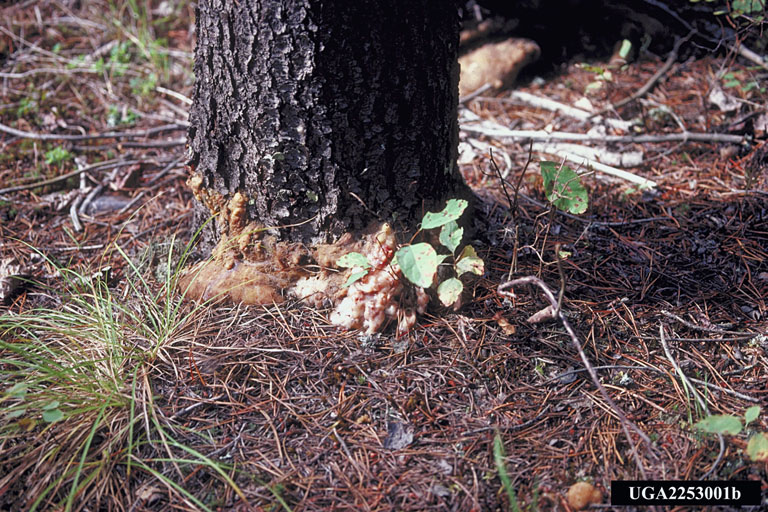
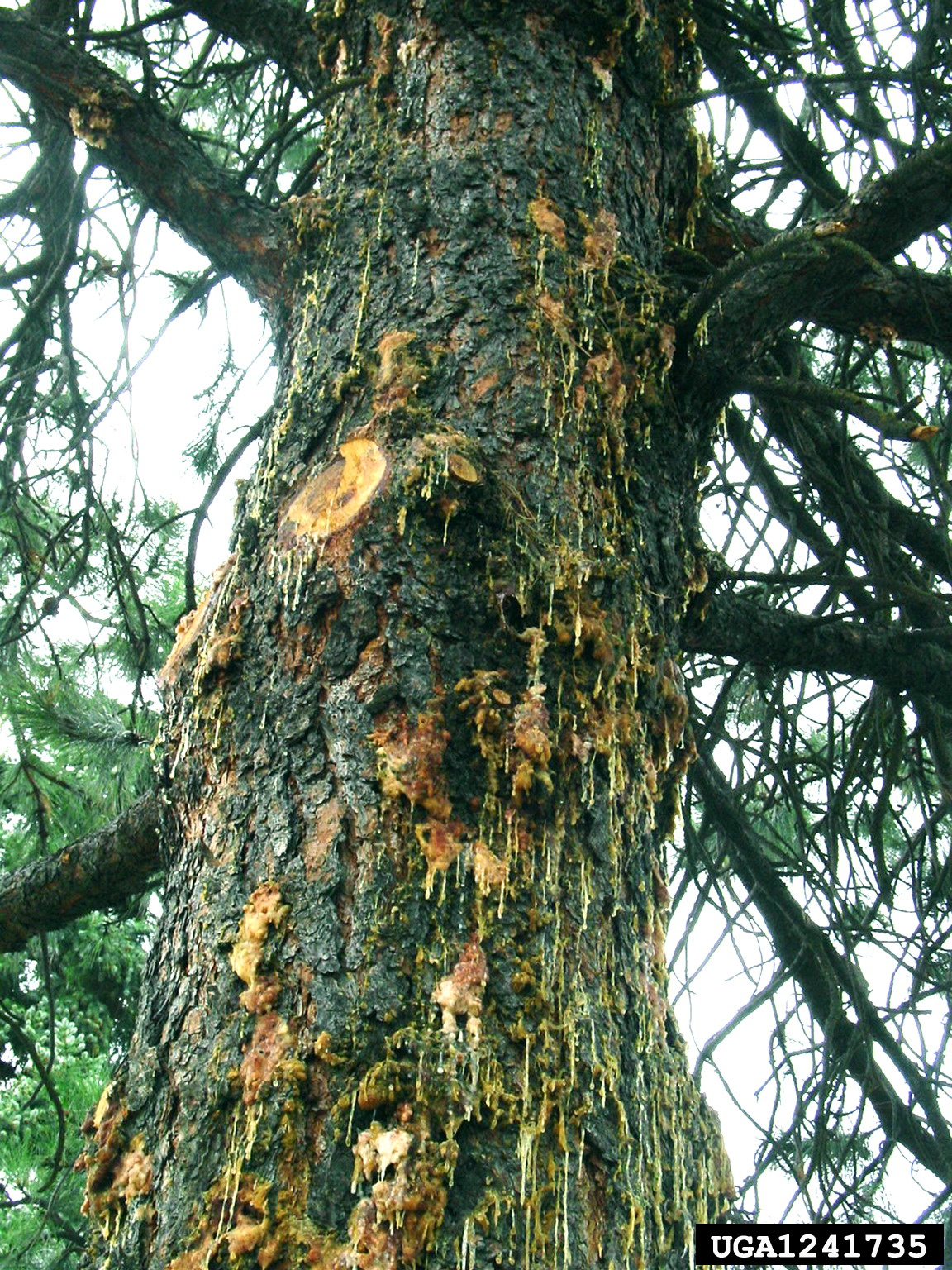